# Carathrips ampliceps
Carathrips ampliceps är en insektsart som först beskrevs av Ian A. Hood 1938.  Carathrips ampliceps ingår i släktet Carathrips och familjen rörtripsar. Inga underarter finns listade i Catalogue of Life.